# Sofie Karsberg
Sofie Karsberg (født 3. september 1997 i Slagelse, Danmark) er en kvindelig dansk fodboldspiller, der spiller forsvar for Kolding Q i Gjensidige Kvindeligaen. Hun har tidligere optrådt én gang for Danmarks U/23-kvindefodboldlandshold.

## Meritter

### Klub
Fortuna Hjørring
Elitedivisionen
- Guld : 2017-18, 2019-20
- Sølv : 2018-19

Sydbank Pokalen
- Vinder : 2019